# ادوارد کنوجیان
ادوارد کنوجیان (ارمنی: Էդուարդ Քեոնջյան زاده ۱۴ اوت ۱۹۰۹ - درگذشته ۶ سپتامبر ۱۹۹۹) یک مهندس ارمنی‌تبار اهل گرجستان بود. وی پیشگام در زمینه الکترونیک کم-توان و پدر مایکروالکترونیک بود.
در سال ۱۹۵۴ میلادی، نخستین فرستنده رادیویی با انرژی خورشیدی جیبی جهان را طراحی نمود. در سال ۱۹۵۹ میلادی، کنوجیان نخستین پیش‌نمونه مدار مجتمع را طراحی نمود. در سال ۱۹۶۳ نخستین سمپوزیوم دربارهٔ الکترونیک کم-توان جهان را سازماندهی نمود.